# Henry Victor
Henry Victor (Londra, 2 ottobre 1892 – Hollywood, 15 marzo 1945) è stato un attore inglese.

## Biografia
Nato a Londra, si trasferì in Germania, dove debuttò nel film The King's Romance (1914). È conosciuto per aver interpretato Ercole nel film Freaks (1932) di Tod Browning.
Morto nel 1945 all'età di 52 anni per un tumore al cervello, è sepolto a Chatsworth, Los Angeles, nel Oakwood Memorial Park Cemetery.

## Filmografia
- The King's Romance, regia di Ernest G. Batley (1914)
- The Picture of Dorian Gray, regia di Fred W. Durrant (1916)
- She (1916)
- Ora Pro Nobis (1917)
- The Secret Woman (1918)
- A Lass o' the Looms (1919)
- The Call of the Sea (1919)
- The Heart of a Rose, regia di Jack Denton (1919)
- John Heriot's Wife (1920)
- Calvary (1920)
- As God Made Her (1920)
- Beyond the Dreams of Avarice (1920)
- The Old Wives' Tale, regia di Denison Clift (1921)
- Sheer Bluff (1921)
- A Romance of Old Baghdad (1922)
- Diana of the Crossways (1922)
- Bentley's Conscience (1922)
- The Crimson Circle (1922)
- A Bill of Divorcement (1922)
- The White Shadow (1923)[1][2]
- The Prodigal Son (1923)
- The Scandal (1923)
- The Royal Oak (1923)
- The Colleen Bawn (1924)
- Henry, King of Navarre (1924)
- His Grace Gives Notice (1924)
- Slaves of Destiny (1924)
- The Sins Ye Do (1924)
- The Love Story of Aliette Brunton (1924)
- A Romance of Mayfair (1925)
- The White Monkey (1925)
- Sangue indiano (1925)
- Mulhall's Greatest Catch, regia di Harry Garson (1926)
- Crossed Signals (1926)
- The Beloved Rogue (1927)
- The Fourth Commandment (1926)
- Topsy and Eva (1927)
- The Luck of the Navy (1927)
- The Guns of Loos (1928)
- Il denaro (1928)
- Tommy Atkins (1928)
- The Hate Ship (1929)
- Down Channel (1929)
- Aquile in fuga (1929)
- After the Verdict (1929)
- Song of Soho (1930)
- Are You There? (1930)
- One Heavenly Night (1931)
- Seas Beneath (1931)
- Freaks, regia di Tod Browning (1932)
- World and the Flesh (1932)
- Suicide Fleet (1932)
- La mummia (1932)
- Luxury Liner (1933)
- The Scotland Yard Mystery, regia di Thomas Bentley (1934)
- Tiger Bay (1934)
- The Way of Youth (1934)
- I Spy (1934)
- Murder at Monte Carlo, regia di Ralph Ince (1935)
- Handle with Care (1935)
- Can You Hear Me, Mother? (1935)
- The Secret Voice (1936)
- Fame (1936)
- Conquest of the Air (1936)
- Our Fighting Navy (1937)
- Holiday's End (1937)
- Fine Feathers (1937)
- The Great Barrier (1937)
- Confessions of a Nazi Spy (1939)
- Nick Carter, Master Detective (1939)
- We're in the Army Now (1939)
- Espionage Agent (1939)
- Thunder Afloat (1939)
- Nurse Edith Cavell (1939)
- Hotel Imperial (1939)
- Mystery Sea Raider (1940)
- A Date with Destiny (1940)
- Incontro senza domani (1940)
- La taverna dei sette peccati (1940)
- Parata di primavera (Spring Parade), regia di Henry Koster (1940)
- The Mortal Storm (1940)
- Secret Enemy (1940)
- Zanzibar (1940)
- Charter Pilot (1940)
- Underground (1941)
- King of the Zombies (1941)
- All Through the Night (1941)
- Dangerously They Live (1941)
- Blue, White and Perfect (1942)
- A Yank in Dutch (1942)
- Desperate Journey (1942)
- Vogliamo vivere! (1942)
- Once Upon a Honeymoon (1942)
- Underground Agent (1942)
- Sherlock Holmes and the Secret Weapon (1942)
- They Got Me Covered (1943)
- Don Winslow of the Coast Guard (1943)
- Nazty Nuisance (1943)
- Mission to Moscow (1943)
- Al di sopra di ogni sospetto (1943)
- The Cross of Lorraine (1943)
- A Royal Scandal (1945)
- Betrayal from the East (1945)